# 邦德诺
邦德诺（義大利語：Bondeno），是意大利费拉拉省的一个市镇。总面积175.17平方公里，人口15447人，人口密度88.2人/平方公里（2009年）。ISTAT代码为038003。